# Ebles II. (Roucy)
Ebles II. († Mai 1103) war Graf von Roucy und Herr von Ramerupt von 1063 bis 1103.
Er war ein Sohn Hilduins IV., Graf von Montdidier, Herr von Ramerupt und dessen Ehefrau Gräfin Adelaide von Roucy, und erbte beim Tod seines Vaters die die Grafschaft Roucy, sowie die Herrschaft Ramerupt.

## Leben
Ebles führte um das Jahr 1073 ein großes Heer, welches laut Suger von Saint-Denis dem eines Königs würdig war, nach Spanien zum Kampf gegen die Mauren. Dieser Heerzug wurde bereits von Papst Alexander II. und dem Abt Hugo von Cluny vorangetrieben seit sich der aragonesische König Sancho Ramírez, nach der Rückeroberung Barbastros durch die Mauren 1065, politisch und religiös an Rom angenähert hatte. Alle Eroberungen Ebles sollten dabei zugunsten St. Peters gemacht werden, außerdem bekam er vollste Absolution für diesen Feldzug zugesichert, weshalb dieses militärische Engagement als ein Vorgriff zu den Kreuzzügen betrachtet werden kann. Ebles Schwester, Felicia, war bereits seit etwa 1070 mit dem König von Aragón verheiratet gewesen, den er gemeinsam mit seinem Neffen Rotrou III. von Perche gegen dessen Vetter Sancho IV. von Navarra unterstützte, statt gegen die Mauren zu ziehen. 
Danach zog Ebles nach Unteritalien, wo er den Normannenherrscher Robert Guiscard in dessen Kampf gegen das byzantinische Reich unter Alexios I. Komnenos unterstützte. Um das Jahr 1082 heiratete er Guiscards Tochter Sibylle.
Zurück in Frankreich führte Ebles und sein Sohn Guiscard mehrere Fehden gegen ihre Nachbarn, besonders gegen die Erzbischöfe von Reims deren Land sie verwüsteten. Erst nach einem militärischen Eingreifen des Kronprinzen Ludwig (VI.) 1102 unterwarf sich Ebles und beendete seine Raubzüge.

## Ehe und Nachkommen
Ebles II. von Roucy war seit ca. 1082 verheiratet mit Sibylle de Hauteville, einer Tochter Robert Guiscards und der Sikelgaita von Salerno. Mit ihr hatte er fünf Söhne und drei Töchter:
- Guiscard
- Thomas
- Hugues I., genannt Cholet († um 1160), Nachfolger als Graf von Roucy, Herr von Nizy-le-Comte und Sévigny
- Ebles
- Manassès
- Ermengarde († nach 1156)
  - ⚭ Gervaise, Herr von Bazoches-sur-Vesles († vor 1169)
- Mabille († nach 1122),
  - ⚭ I) Hugo von Le Puiset († 1118), Graf von Jaffa,
  - ⚭ II) um 1118 Albert von Namur († vor 1122), Regent von Jaffa
- Agnes,
  - ⚭ I) Geoffroy de Ribeaumont,
  - ⚭ II) vor 1119 Simon II. de Clefmont-en-Basogny († nach 1129).

siehe auch: Haus Montdidier